# هراري
هراري (بالإنجليزية: Harare)‏  وكانت تدعى رسميا سالزبوري حتى عام 1982 هي عاصمة زيمبابوي وأكبر مدنها من حيث السكان. تقع المدينة في الشمال الشرقي من البلاد في قلب منطقة ماشونالاند التاريخي، ويقدر عدد سكان المدينة بنحو 1,606,000 نسمة (2009)،  مع 2,800,000 نسمة في المنطقة العمرانية (2006). ومن ناحية إدارية، فإن هراري هي محافظة العاصمة، وتضم أيضا بلدة تشيتونجويزا وإبوورث. وهي تقع على ارتفاع 1,483 متر (4,865 قدم) فوق مستوى سطح البحر ويقع مناخها في فئة المرتفعات شبه الاستوائية.
تأسست المدينة في عام 1890 من قبل عمود الرواد، وهي قوة عسكرية صغيرة في خدمة شركة جنوب أفريقيا البريطانية، وسميت فورت سالزبوري على رئيس الوزراء البريطاني اللورد سالزبوري. قام مسؤولو الشركة بتخطيط المدينة وإدارتها حتى أنشئت حكومة مسؤولة في روديسيا الجنوبية عام 1923. وكان سالزبوري بعد ذلك مقرا لحكومة روديسيا الجنوبية (أصبحت لاحقا روديسيا فقط)، وكانت بين عامي 1953 و 1963، عاصمة اتحاد أفريقيا الوسطى. احتفظ المدينة باسم سالزبوري حتى عام 1982، عندما تم تغيير اسمها إلى هراري في الذكرى الثانية لاستقلال زيمبابوي.
هراري هي المركز الرائدة في البلاد في مجال المال والتجارة والاتصالات، وهي مركز لتجارة التبغ والذرة والقطن والحمضيات. وتشمل السلع المصنعة المنسوجات والصلب والمواد الكيميائية، ويتم استخراج الذهب في المنطقة. وتشمل ضواحي المدينة بوروديل، هيلينزفيل، جرينديل، تشيسبايت، مبارى، هايفيلدس، كوادزانا، مارلبورو، مارلبيرين، فاينونا، ماونت بليزانت، أفونديل؛ وتقع الأحياء الأكثر ثراء إلى الشمال. وتقع جامعة زيمبابوي، أقدم جامعة في البلاد (تأسست في عام 1952)، في ماونت بليزانت، حوالي 6 كم (3.7 ميل) إلى الشمال من وسط المدينة. هراري هي موطن لملعب اختبار الكريكيت الرئيسي في البلاد، ونادي هراري الرياضي، ونادي ديناموز، أنجح فريق كرة قدم في زيمبابوي.

## المناخ
يظهر الجدول التالي التغييرات المناخية على مدار السنة لهراري:
| البيانات المناخية لـهراري                                                                       | البيانات المناخية لـهراري | البيانات المناخية لـهراري | البيانات المناخية لـهراري | البيانات المناخية لـهراري | البيانات المناخية لـهراري | البيانات المناخية لـهراري | البيانات المناخية لـهراري | البيانات المناخية لـهراري | البيانات المناخية لـهراري | البيانات المناخية لـهراري | البيانات المناخية لـهراري | البيانات المناخية لـهراري | البيانات المناخية لـهراري |
| الشهر                                                                                           | يناير                     | فبراير                    | مارس                      | أبريل                     | مايو                      | يونيو                     | يوليو                     | أغسطس                     | سبتمبر                    | أكتوبر                    | نوفمبر                    | ديسمبر                    | المعدل السنوي             |
| ----------------------------------------------------------------------------------------------- | ------------------------- | ------------------------- | ------------------------- | ------------------------- | ------------------------- | ------------------------- | ------------------------- | ------------------------- | ------------------------- | ------------------------- | ------------------------- | ------------------------- | ------------------------- |
| الدرجة القصوى °م (°ف)                                                                           | 33.9 (93.0)               | 35.0 (95.0)               | 32.3 (90.1)               | 32.0 (89.6)               | 30.0 (86.0)               | 27.7 (81.9)               | 28.8 (83.8)               | 31.0 (87.8)               | 35.0 (95.0)               | 36.7 (98.1)               | 35.3 (95.5)               | 33.5 (92.3)               | 36.7 (98.1)               |
| متوسط درجة الحرارة الكبرى °م (°ف)                                                               | 26.2 (79.2)               | 26.0 (78.8)               | 26.2 (79.2)               | 25.6 (78.1)               | 23.8 (74.8)               | 21.8 (71.2)               | 21.6 (70.9)               | 24.1 (75.4)               | 28.4 (83.1)               | 28.8 (83.8)               | 27.6 (81.7)               | 26.3 (79.3)               | 25.5 (77.9)               |
| المتوسط اليومي °م (°ف)                                                                          | 21.0 (69.8)               | 20.7 (69.3)               | 20.3 (68.5)               | 18.8 (65.8)               | 16.1 (61.0)               | 13.7 (56.7)               | 13.4 (56.1)               | 15.5 (59.9)               | 18.6 (65.5)               | 20.8 (69.4)               | 21.2 (70.2)               | 20.9 (69.6)               | 18.4 (65.1)               |
| متوسط درجة الحرارة الصغرى °م (°ف)                                                               | 15.8 (60.4)               | 15.7 (60.3)               | 14.5 (58.1)               | 12.5 (54.5)               | 9.3 (48.7)                | 6.8 (44.2)                | 6.5 (43.7)                | 8.5 (47.3)                | 11.7 (53.1)               | 14.5 (58.1)               | 15.5 (59.9)               | 15.8 (60.4)               | 12.3 (54.1)               |
| أدنى درجة حرارة °م (°ف)                                                                         | 9.6 (49.3)                | 8.0 (46.4)                | 7.5 (45.5)                | 4.7 (40.5)                | 2.8 (37.0)                | 0.1 (32.2)                | 0.1 (32.2)                | 1.1 (34.0)                | 4.1 (39.4)                | 5.1 (41.2)                | 6.1 (43.0)                | 10.0 (50.0)               | 0.1 (32.2)                |
| الهطول مم (إنش)                                                                                 | 190.8 (7.51)              | 176.3 (6.94)              | 99.1 (3.90)               | 37.2 (1.46)               | 7.4 (0.29)                | 1.8 (0.07)                | 2.3 (0.09)                | 2.9 (0.11)                | 6.5 (0.26)                | 40.4 (1.59)               | 93.2 (3.67)               | 182.7 (7.19)              | 840.6 (33.09)             |
| متوسط أيام هطول الأمطار                                                                         | 17                        | 14                        | 10                        | 5                         | 2                         | 1                         | 0                         | 1                         | 1                         | 5                         | 10                        | 16                        | 82                        |
| متوسط الرطوبة النسبية (%)                                                                       | 76                        | 77                        | 72                        | 67                        | 62                        | 60                        | 55                        | 50                        | 45                        | 48                        | 63                        | 73                        | 62                        |
| ساعات سطوع الشمس الشهرية                                                                        | 217.0                     | 190.4                     | 232.5                     | 249.0                     | 269.7                     | 264.0                     | 279.0                     | 300.7                     | 294.0                     | 285.2                     | 231.0                     | 198.4                     | 3٬010٫9                   |
| ساعات سطوع الشمس اليومية                                                                        | 7.0                       | 6.8                       | 7.5                       | 8.3                       | 8.7                       | 8.8                       | 9.0                       | 9.7                       | 9.8                       | 9.2                       | 7.7                       | 6.4                       | 8.2                       |
| المصدر #1: المنظمة العالمية للأرصاد الجوية, NOAA (sun and mean temperature, 1961–1990),         |                           |                           |                           |                           |                           |                           |                           |                           |                           |                           |                           |                           |                           |
| المصدر #2: الأرصاد الجوية الألمانية (humidity, 1954–1975), Meteo Climat (record highs and lows) |                           |                           |                           |                           |                           |                           |                           |                           |                           |                           |                           |                           |                           |

## توأمة
لهراري اتفاقيات توأمة مع كل من:
- ميونخ (1996 - )
- نوتنغهام (1981 - )[16]
- سينسيناتي
- براتو
- لاغو
- باكيستون
- ويندهوك

## أعلام
- ريتشارد كيندال بروك
- كارا بلاك
- راي وليامز
- باولا هوكينز
- بنجاني مواروواري